# Параромски језици
Параромски језици су различити мешовити језици неиндоаријске лингвистичке класификације који садрже значајне примесе ромског језика. Говоре се као традиционални народни језик ромских заједница, уместо или поред варијанти ромског језика. Неки параромски језици уопште немају структурне карактеристике ромског језика већ узимају само његов речник.

## Историја
Роми су представљени као народ који живи претежно широм Европе током последњих хиљаду година иако су пореклом са северног Индијског потконтинента, у регионима који су данас део Индије и Пакистана. Језичка структура већине параромских језика се заснива на индоевропским језицима, осим оног који се заснива на естонском и баскијском региону Шпаније и Француске, одвојено од иберијског ромског језика кало, шпанског и португалског ромског језика заснованог на романским језицима Иберије. Феномен параромских језика је сличан јеврејским, осим хебрејског, којима говоре различите заједнице јеврејске дијаспоре и који су под великим утицајем јидиша међу Ашкеназима, ладина међу сефардским Јеврејима или јудео–грчког, јудео–италијанског, јудео–арапског и других.

## Варијанте

### На основу индоевропских језика
- Јерменски
  - Ломавренски језик
- Германски
  - Англоромски
  - Скандоромски
  - Синти[3]
- Хеленски
  - Ромско–грчки
- Романски
  - Кало
- Словенски
  - † Бохемски ромски
  - Романско–српски
- Персијски[4]
  - Горбат
  - Персијско–ромски
  - Магати

### На основу неиндоевропских језика
- Фински
- Турски
  - Романско–турски[5]
  - Кримско–ромски[6]
- Баскијски